# Aoni Production
Aoni Production (青二プロダクション Aoni Purodakushon?) es una agencia de talentos japonesa, que ha empleado un gran número de seiyūs. Fue fundada en 1966 y su sede se encuentra en Tokio.

## Seiyūs afiliados
- Mai Aizawa
- Kenji Akabane
- Shin Aomori
- Masumi Asano
- Tomohisa Asō
- Moyu Arishima
- Ai Bandō
- Nobutoshi Canna
- Hisao Egawa
- Masashi Ebara
- Hiroko Emori
- Miyako Endo
- Moriya Endo
- Takeshi Endo
- Yukiyo Fujii
- Toshiko Fujita
- Toshio Furukawa
- Takahiro Fujimoto
- Tōru Furuya
- Banjō Ginga
- Junko Hagimori
- Aya Hara
- Kōji Harimaki
- Aiko Hibi
- Yukari Hikita
- Masato Hirano
- Ryo Hirohashi
- Masashi Hironaka
- Aya Hisakawa
- Hideyuki Hori
- Yukitoshi Hori
- Mitsuko Horie
- Nobutake Ichikawa
- Chigusa Ikeda
- Michihiro Ikemizu
- Kazue Ikura
- Naoki Imamura
- Tetsu Inada
- Fumiko Inoue
- Makio Inoue
- Hideo Ishikawa
- Unshō Ishizuka
- Kanae Itō
- Hirohiko Kakegawa
- Shino Kakinuma
- Kozue Kamada
- Hiroshi Kamiya
- Akemi Kanda
- Yui Kano
- Rumi Kasahara
- Yuta Kasuya
- Machiko Kawana
- Yōko Kawanami
- Yasuhiko Kawazu
- Nobuhiko Kazama
- Mami Kingetsu
- Takuya Kirimoto
- Atsushi Kisaichi
- Yukimasa Kishino
- Yonehiko Kitagawa
- Haruko Kitahama
- Michitaka Kobayashi
- Toshio Kobayashi
- Rika Komatsu
- Yuka Komatsu
- Hiromi Konno
- Mariko Kouda
- Yoshiyuki Kouno
- Mami Koyama
- Yuka Koyama
- Takeshi Kusao
- Houko Kuwashima
- Yuji Machi
- Miki Machii
- Ai Maeda
- Sayaka Maeda
- Yukiko Mannaka
- Yuki Makishima
- Tomoko Maruo
- Mami Matsui
- Taiki Matsuno
- Minori Matsushima
- Yasunori Masutani
- Eiko Masuyama
- Hikaru Midorikawa
- Shiori Mikami
- Yūko Minaguchi
- Akemi Misaki
- Yūko Mita
- Hiroaki Miura
- Katsue Miwa
- Shunzō Miyasaka
- Masakazu Morita
- Kazuya Nakai
- Ryōhei Nakao
- Yūko Nagashima
- Chisato Nakajima
- Naoko Nakamura
- Taeko Nakanishi
- Yumi Nakatani
- Sara Nakayama
- Keiichi Nanba
- Kumiko Nishihara
- Hiromi Nishikawa
- Tamotsu Nishiwaki
- Keiichi Noda
- Kenji Nojima
- Ai Nonaka
- Masako Nozawa
- Yūsuke Numata
- Mahito Ōba
- Yūsei Oda
- Hiroshi Okamoto
- Makiko Ōmoto
- Shinichirō Ōta
- Ryōtarō Okiayu
- Masaya Onosaka
- Kimiko Saitō
- Yuka Saitō
- Osamu Saka
- Daisuke Sakaguchi
- Takahiko Sakaguma
- Akemi Satō
- Chie Satō
- Masaharu Satō
- Hiroyuki Satō
- Shinobu Satōchi
- Miyuki Sawashiro
- Akiko Sekine
- Hidekatsu Shibata
- Yuka Shioyama
- Bin Shimada
- Junko Shimakata
- Nobunaga Shimazaki
- Naomi Shindō
- Kōzō Shioya
- Ryōko Shiraishi
- Umeka Shōji
- Yumi Sudō
- Hisayoshi Suganuma
- Kazuko Sugiyama
- Yūko Sumitomo
- Mariko Suzuki
- Masami Suzuki
- Sanae Takagi
- Yasuhiro Takato
- Yugo Takahashi
- Masaya Takatsuka
- Eiji Takemoto
- Mayumi Tanaka
- Hideyuki Tanaka
- Kazunari Tanaka
- Ryōichi Tanaka
- Kanako Tateno
- Naoki Tatsuta
- Yōko Teppōzuka
- Kyōko Terase
- Michie Tomizawa
- Kyōko Tongū
- Machiko Toyoshima
- Akiko Tsuboi
- Minami Tsuda
- Noriko Uemura
- Megumi Urawa
- Emi Uwagawa
- Misa Watanabe
- Naoko Watanabe
- Takehiko Watanabe
- Nana Yamaguchi
- Yuriko Yamaguchi
- Keiichirō Yamamoto
- Keiko Yamamoto
- Yuriko Yamamoto
- Wakana Yamazaki
- Michiyo Yanagisawa
- Hisayo Yanai
- Miwa Yasuda
- Chizu Yonemoto
- Natsuki Yoshihara
- Mari Yoshikura
- Takahiro Yoshimizu
- Hinako Yoshino

## Antiguos afiliados
- Mari Adachi
- Kazumi Amemiya
- Masashi Amenomori (fallecido)
- Yoshiko Asai
- Kinpei Azusa (fallecido)
- Haru Endō (fallecida)
- Jun Fukuyama (afiliado con Production Baobab)
- Ayumi Furuyama
- Keiko Han
- Eriko Hara
- Shō Hayami
- Eiko Hisamura
- Ryō Horikawa (director de Aslead Company)
- Kazuhiko Inoue (director de B-Box)
- Akira Kamiya
- Yoshio Kaneuchi (retirado)
- Eiji Kanie (fallecido)
- Iemasa Kayumi
- Chiyoko Kawashima (retirada)
- Takaya Kuroda
- Kaneta Kimotsuki
- Konomi Maeda
- Satomi Majima (retirada)
- Ginzō Matsuo (fallecido)
- Yuji Mitsuya
- Kōhei Miyauchi (fallecido)
- Katsuji Mori
- Ichirō Nagai (fallecido)
- Nao Nagasawa (afiliada con Ken Production)
- Shiho Niiyama (fallecida)
- Yuka Nishiguchi
- Junko Noda (afiliada con Kaleidoscope)
- Michiko Nomura
- Masako Nozawa (se afilió con 81 Produce, ahora es independiente)
- Michiko Oda (retirada)
- Kenichi Ogata (afiliado con Production Baobab)
- Megumi Ogata
- Shinji Ogawa
- Akimasa Ohmori
- Marina Ohno
- Asami Okamoto
- Nami Okamoto
- Daisuke Ono (afiliado con Mausu Promotion)
- Chie Sawaguchi (afiliada con Across Entertainment)
- Yumiko Shibata
- Shunsuke Shima (fallecido)
- Mari Shimizu
- Fuyumi Shiraishi
- Yoku Shioya
- Kaneto Shiozawa (fallecido)
- Mayumi Shō
- Kazuyuki Sogabe (fallecido)
- Tomiko Suzuki (fallecida)
- Takeshi Aono (fallecido)
- Urarako Suzuki
- Ao Takahashi
- Chiaki Takahashi (se afilió con Arts Vision, actualmente freelance)
- Kazumi Tanaka (fallecido)
- Sakura Tange
- Keiko Toda
- Munehiro Tokita
- Kōsei Tomita
- Kei Tomiyama (fallecido)
- Akane Tomonaga
- Kōji Totani (fallecido)
- Noriko Tsukase (fallecida)
- Hiromi Tsuru (fallecida)
- Kōji Yada (fallecido)
- Fushigi Yamada
- Natsumi Yanase
- Yusaku Yara
- Chisa Yokoyama
- Rihoko Yoshida
- Jōji Yanami (fallecido)